# Lisa Ajax
Lisa Kristina Ajax, beter bekend onder haar artiestennaam Lisa Ajax, is een Zweeds-Fins zangeres. Ze brak door bij het grote publiek na haar deelname aan de Zweedse Idols in 2014. Ajax deed meermaals mee aan Melodifestivalen en behaalde daarin vier keer de finale.

## Biografie
Ajax deed in 2012 mee aan Lilla Melodifestivalen met de single Allt som jag har Twee jaar later wist de Zweedse versie van Idols te winnen. In 2016 deed Ajax mee aan Melodifestivalen 2016 met het nummer My Heart Wants Me Dead, waarin ze de finale wist te halen die plaatsvond in de Friends Arena. In deze finale eindigde Ajax op de zevende plaats.
Een jaar later waagde Ajax opnieuw haar kans op het Zweedse liedjesfestijn Melodifestivalen. Op 30 november 2016 bevestigde dat Ajax een van de deelnemers was aan Melodifestivalen 2017. Ze trad hier aan met het nummer I Don't Give A. In de tweede halve finale wist ze zich te plaatsen voor de grote finale. In de finale op 11 maart 2017 wist Ajax een negende plaats te behalen.
Op 27 november 2018 werd bekend dat Ajax het volgende jaar opnieuw mee zou doen aan Melodifestivalen. Dit keer waagde ze haar kans met het nummer Torn waarmee ze aantrad in de laatste halve finale. Via de Second Chance wist Ajax zich opnieuw te plaatsen voor de finale waar ze net als haar vorige deelname op de negende plaats eindigde.
Ajax bracht in 2021 haar eerste solosingle in de Zweedse taal getitdeld Jag måste uit die ze samen schreef met Anton Engdahl en Marcus Holmberg. Voorafgaande aan het uitbrengen van de single ging Ajax over naar een ander management en label.
In 2022 deed Ajax eveneens mee aan Melodifestivalen 2022. Dit keer deed ze samen met de rapper Niello mee met het nummer ror du att jag bryr mig In de tweede heat op 12 februari 2022 eindigde het duo echter op een laatste plaats en wisten ze zich niet te plaatsen voor de finale. Hetzelfde jaar deed Ajax als danseres mee aan de Zweedse versie van Let's Dance, de Zweedse versie van het Nederlandse televisieprogramma Dancing with the Stars uitgezonden op TV4.
In 2024 deed Ajax een nieuwe poging op het liefjesfestijn Melodifestivalen 2024 met het nummer Awful Liar. Vanuit de eerste heat wist ze zich te plaatsen voor de grote finale op 9 maart 2024. Ajax eindigde op een elfde plaats in de finale.

## Privé
Ajax heeft een relatie met muzikant Max 'Klockrent' Huss. In december 2023 maakte het koppel bekend een eerste kindje te verwachten..

## Discografie

### Ep's
- 2014: Unbelievable
- 2017: Collection

### Singles
- 2014: Love Run Free
- 2014: Unbelievable
- 2015: Blue Eyed Girl
- 2016: My Heart Wants Me Dead
- 2016: Give Me That
- 2016: Love Me Wicked
- 2017: I Don't Give A (met Atle Pettersen)
- 2018: Think About You
- 2018: Torn
- 2020: Jag måste
- 2022: Tror du att jag bryr mig (met Niello)
- 2024: Awful Liar